# Eugène Terwindt
Eugène Francois Emile Terwindt (Berg en Dal, 5 juli 1941) is een Nederlands beeldhouwer, schilder, conceptueel kunstenaar en monumentaal ontwerper.

## Leven en werk
Terwindt is een lid van de familie Terwindt en een zoon van Leonard Albert Terwindt en Angélique Petronelle Marie Estourgie. Zijn broer Robert Terwindt is eveneens kunstenaar. Terwindt trouwde in 1968 met Marguérite Hélène Francis Lagaay; zij is ontwerper en illustratrice.
Hij werd opgeleid aan de HTS-Bouwkunde (architectuur) en studeerde vervolgens aan de Arnhemse academie (monumentale kunst) als leerling van Peter Struycken. In 1969 kreeg Terwindt de academieprijs toegekend en kort daarop werd hij zelf docent aan de academie (1969-1975). Hij was lid van diverse adviescommissies, gastdocent en publiceert artikelen op het gebied van beeldende kunst.
In zijn monumentaal werk laat Terwindt zich zien als omgevingskunstenaar, waarbij hij incidenteel samenwerkt met andere kunstenaars. Terwindt schildert en aquarelleert ook. Hij maakt zijn werken in series, met om de paar jaar een ander thema, zoals 'toeval en wetmatigheid', 'de veelzijdigheid van relaties', 'stapelingen - de steen als drager', 'werkelijkheid en illusie'. Hij maakt daarnaast werken in glas. Hij exposeerde onder meer in de Prinsentuin, Pulchri Studio en het Glasmuseum Schiedam.

## Werken (selectie)
- Kubusproject (1976), Engelse Kamp, Groningen. In samenwerking met Karl Pelgrom.
- Buiten-Binnen-Buiten (1978), De Steeg
- Terras met vijf bronzen naalden (1989), bij UMC Utrecht. In samenwerking met Sjoerd Buisman.
- Golf, bank en staanders (1994), Papendrecht
- The sky is the limit (1997), Gees
- Land-mark (1997), bij Levob, Leusden
- Omgevingsvormgeving, Belastingdienst Strijp (Eindhoven)

## Galerij

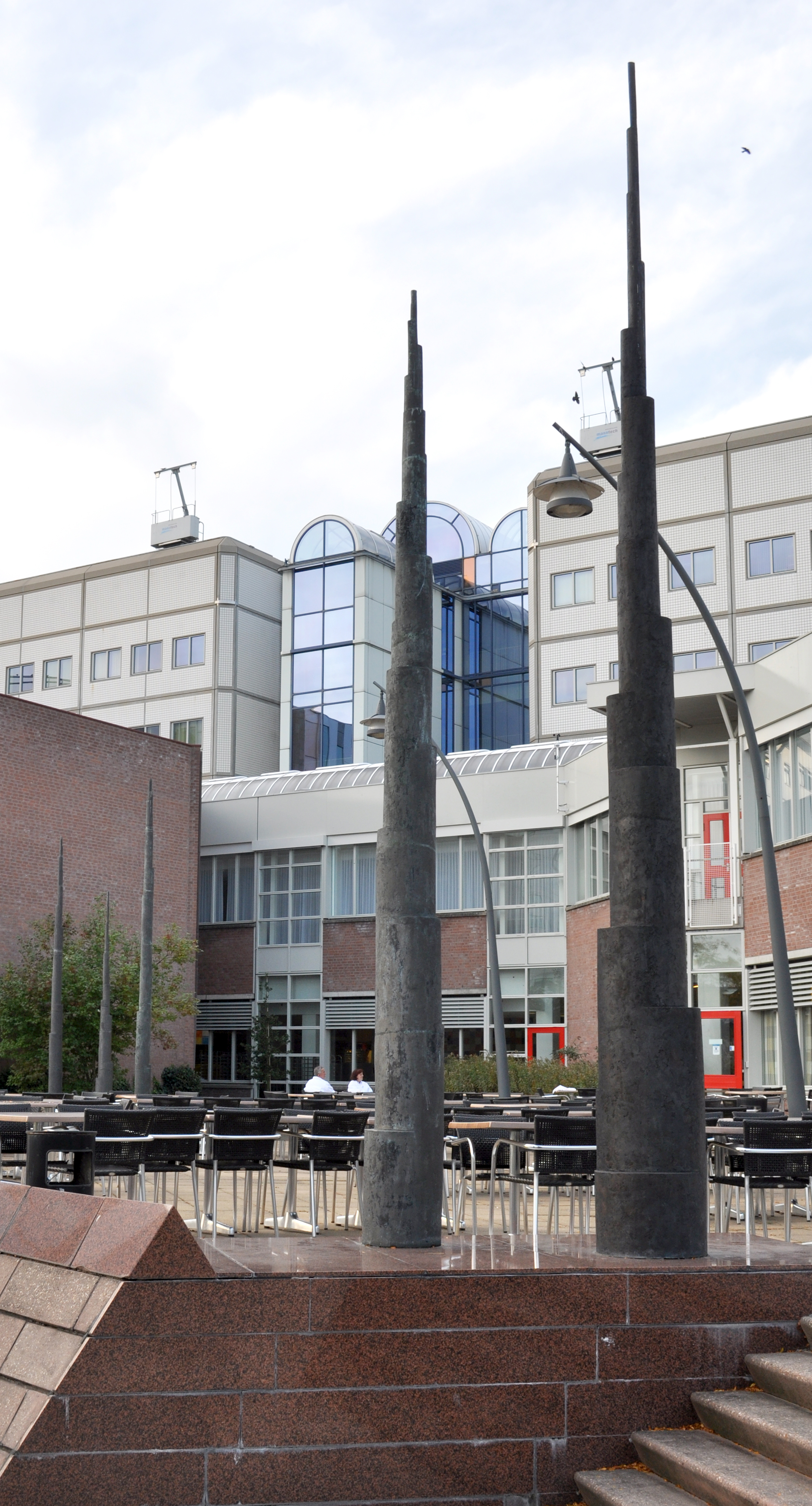
Terras met vijf bronzen naalden (1989)
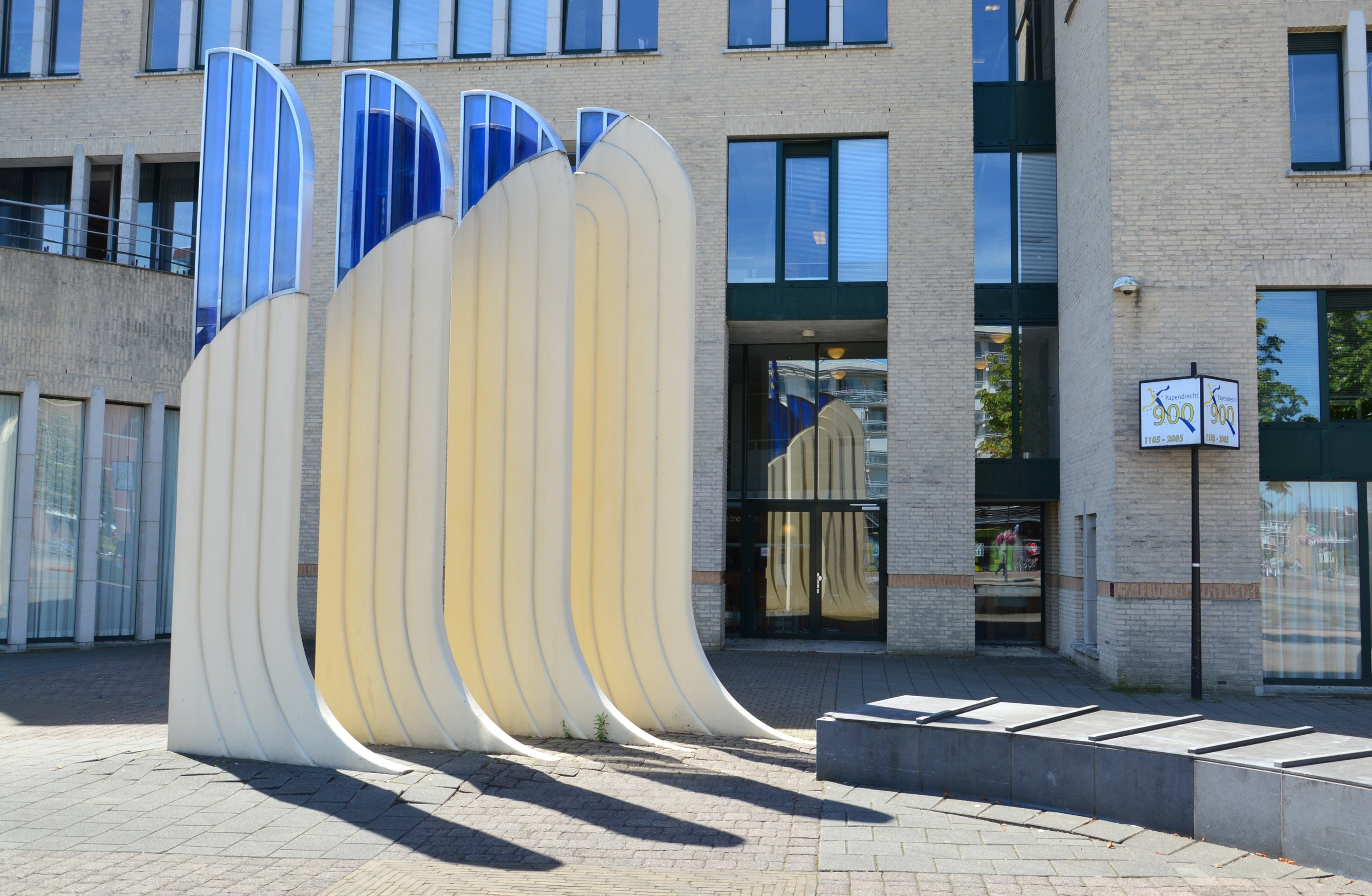
Golf, bank en staanders (1994)
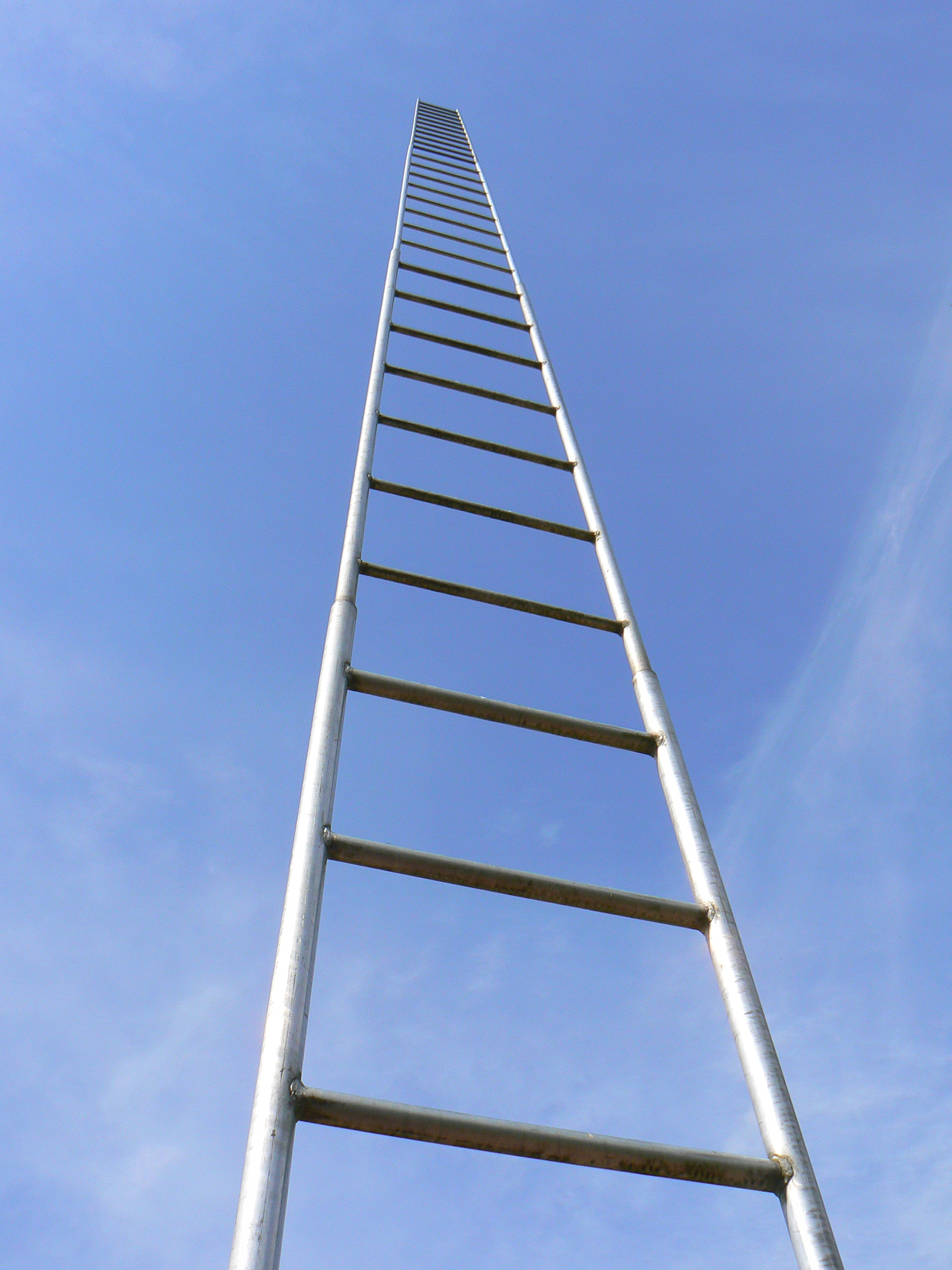
The sky is the limit (1997)